# 瓦迪斯瓦夫·格拉布斯基
瓦迪斯瓦夫·格拉布斯基（波蘭語：Władysław Dominik Grabski，發音：[vwaˈdɨswaf ˈɡrapskʲi]，1874年7月7日—1938年3月1日），是波兰国家民主党政治家、经济学家和历史学家。他是波兰第二共和国货币改革的主要负责人，并分别于1920年以及1923年至1925年两度担任波兰总理。他是波兰政治家斯坦尼斯瓦夫·格拉布斯基和佐菲亚·格拉布斯卡的弟弟。
格拉布斯基任内创建了波兰银行并发行了货币波兰兹罗提，他的内阁成为二战前波兰最稳定的政府之一。但是他的施政也曾遭受国内其他政治人物的批评，譬如斯坦尼斯瓦夫·格温宾斯基批评了格拉布斯基在国际外交关系领域的低效；文岑蒂·维托斯不赞成格拉布斯基政府的农业改革，以及对他不告知公众国家真实的财政状况颇为不满。